# Adilja Rawgatowna Kotowskaja
Adilja Rawgatowna Kotowskaja (russisch Адиля Равгатовна Котовская; * 22. Oktober 1927 in Samarkand; † 29. März 2020 in Moskau) war eine sowjetische bzw. russische Physiologin.

## Leben
Nach dem Abschluss 1945 an der Korolenko-Schule Nr. 2 in Noginsk studierte Kotowskaja am Ersten Moskauer Medizinischen Setschenow-Institut. Nach der anschließenden Aspirantur am Lehrstuhl für normale Physiologie, in der sie die Physiologie von Hunden untersuchte,  verteidigte sie 1955 erfolgreich ihre Kandidat-Dissertation.
Darauf wurde Kotowskaja wissenschaftliche Mitarbeiterin des Forschungs- und Versuchsinstituts für Luftfahrtmedizin (NIIIAM) der sowjetischen Luftstreitkräfte. Sie lernte Wladimir Jaslowski und Oleg Gasenko kennen, die einen erfahrenen Physiologen benötigten. Gerade wurde eine spezielle Abteilung mit geheimer Aufgabenstellung für die Vorbereitung des Fluges von Sputnik 2 mit der Hündin Laika eingerichtet, sodass Kotowskaja mit ihrer Kandidat-Dissertation willkommen war und in dieser Abteilung mitarbeitete.
Zusammen mit Pawel Suworow war Kotowskaja dann an den Untersuchungen für die Auswahl von Menschen für Raumflüge und deren Vorbereitung für die Wostok-, Woschod- und Sojus-Flüge beteiligt.
Kotowskaja verteidigte 1971 erfolgreich ihre Doktor-Dissertation über die Belastbarkeit des Menschen in der Praxis der Raumfahrt. Ab 1973 arbeitete sie im Institut für Medizinisch-Biologische Probleme (IMBP). Sie war Mitglied der International Society for Gravitational Physiology.
Kotowskaja starb am 29. März 2020 in Moskau. Ihre Urne wurde auf dem Wagankowoer Friedhof im Grab ihrer Eltern und ihres Mannes beigesetzt.

## Ehrungen, Preise (Auswahl)
- Orden des Roten Banners der Arbeit (zweimal)[3]
- Medaille „Veteran der Arbeit“
- Beste der Gesundheitsfürsorge[3]
- Orden der Freundschaft[3]
- Medaille „60. Jahrestag des Sieges im Großen Vaterländischen Krieg 1941–1945“
- Life Sciences Award der International Academy of Astronautics (2012)
- Officier des  Ordre national du Mérite
- Ehrenbürgerin der Stadt Toulouse[3]